# Enriqueta Vila Vilar
Enriqueta Vila Vilar (Sevilla, 14 de mayo de 1935), es una historiadora americanista y profesora investigadora española, miembro, entre otras, de la Real Academia de la Historia.

## Biografía
Licenciada en Filosofía y Letras por la Universidad de Sevilla, donde se doctoró en Historia de América en 1972. Especialista en las relaciones entre España y América y la trata de esclavos. Hasta 2015 ha sido profesora investigadora en el Consejo Superior de Investigaciones Científicas (CSIC) donde dirigió distintos proyectos en la Escuela de Estudios Hispano-Americanos, entre otros, Estructura comercial y poder en la colonización de América y 'Relaciones de poder y comercio colonial: Sevilla y Cádiz como modelos o Presencia italiana en Andalucía y América. También ha dirigido distintas publicaciones especializadas como Historiografía y Bibliografía Americanistas y Anuario de Estudios Americanos.

## Reconocimientos
Enriqueta Vila es académica numeraria de la Real Academia Sevillana de Buenas Letras (1995), institución que dirigió y de la Real Academia de la Historia; académica correspondiente de la Academia Dominicana de la Historia (1995) y Academia Mexicana de la Historia (2002). Además, ha sido patrona de la Fundación Pública Andaluza Centro de Estudios Andaluces y pertenece al consejo del Instituto de la Cultura y de las Artes de Sevilla (ICAS)
Ha sido galardonada con la Medalla de Andalucía (2003), la Medalla de Oro de la Diputación de Sevilla, el Premio del Cabildo Alfonso X el Sabio y el de periodismo Joaquín Romero Murube que otorga el Diario ABC en su edición sevillana, entre otros.
En 2020, fue incluida dentro del proyecto “Mujeres Investigadoras en los Archivos Estatales (1900-1970)” para la descripción archivística y creación de un micrositio específico en el Portal de Archivos Españoles (PARES), desarrollado entre 2020-2023. Este proyecto ha sido impulsado por la Subdirección General de Archivos Estatales, con el objetivo visibilizar la labor de investigación realizada en España por las mujeres en el intervalo 1900-1970 partiendo de los registros documentales que se conservan en los Archivos de Gestión de los AAEE del Ministerio de Cultura (el Archivo Histórico Nacional, el Archivo de la Corona de Aragón, el Archivo General de Simancas, el Archivo General de Indias, el Archivo de la Real Chancillería de Valladolid, el Archivo General de la Administración y el Centro de Información Documental de Archivos).

## Obras
Sobre su producción académica y divulgativa, ha publicado una treintena de libros y un centenar de artículos en revistas académicas y de divulgación. Entre los libros destacan:
- Afroamérica. Textos históricos. Temáticas para la Historia de Iberoamérica, serie II. Colección Clásicos Tavera CD ROM. Madrid.
- Hispanismo e Hispanización: el Atlántico como nuevo nuevo Mare Nostrum, RAH, ISBN 978-84-15069-47-8
- Hispanoamérica y el comercio de esclavos, Universidad de Sevilla. ISBN 978-84-472-1424-2
- Hispanoamérica y el comercio de esclavos. (Los asientos portugueses), CSIC. ISBN 978-84-00-03665-2
- Los abolicionistas españoles del siglo XIX, junto con Luisa Vila Vilar. ISBN 978-84-7232-755-9
- Los Corzo y los Mañara, Universidad de Sevilla ISBN 978-84-472-1301-6